# Lucy Gutteridge
Lucy Karima Gutteridge (Lewisham, 28 de noviembre de 1956) es una actriz británica.

## Carrera
Gutteridge fue nominada a un Globo de Oro en la categoría de mejor actriz por su participación en la serie de televisión de 1982 Little Gloria... Happy at Last. En la serie interpretó el papel de Gloria Morgan Vanderbilt, madre de la artista y escritora Gloria Vanderbilt. También tuvo destacadas actuaciones en la película cómica Top Secret! y en la miniserie Judith Krantz's Till We Meet Again. A mediados de la década de 1990, Gutteridge se alejó de los medios.

## Filmografía

### Cine y televisión
- The Greek Tycoon (1978) – Mia
- Hammer House of Horror (1980) – Lolly
- Love in a Cold Climate (1980) – Linda
- The Seven Dials Mystery (1982) – Lorraine Wade
- Little Gloria... Happy at Last (1982) – Gloria Morgan Vanderbilt
- The Life and Adventures of Nicholas Nickleby (1982) – Madeline Bray
- Tales of the Unexpected (1980)
- Top Secret! (1984) – Hillary Flammond
- A Christmas Carol (1984) – Belle
- Arthur the King (1985) – Niniane
- Hitler's S.S.: Portrait in Evil (1985) – Mitzi Templer
- Edge of the Wind (1985) – Sra. Benton
- The Secret Garden (1987) – Sra. Lennox
- The Trouble with Spies (1987) – Mona
- Tusks (1990) – Micah Hill
- The Woman He Loved (1988) – Thelma
- Judith Krantz's Till We Meet Again (1989) – Eve de Lancel
- Grief (1993) – Paula